# Enrique Mendoza Ramírez
Enrique Javier Mendoza Ramírez (Sullana, 27 de abril de 1947) es un jurista y abogado peruano. Magistrado de carrera, fue Presidente de la Corte Suprema de Justicia de la República del Perú, en el periodo 2013-2014.

## Biografía
Hijo de Ernesto Adriano Mendoza Flores (hijo de Francisco Mendoza y Rosa Elvira Flores) e Hilda Flavia Ramírez Arellano (hija de José Roberto Ramírez Celi y Victoria Alejandrina Arellano Oviedo). Es sobrino tataranieto del poeta y dramaturgo peruano Carlos Augusto Salaverry Ramírez. 
Fue alumno del Colegio Militar Leoncio Prado, de donde egresó como miembro de la XIX Promoción.
Sus estudios superiores los cursó en la Facultad de Derecho de la Pontificia Universidad Católica del Perú (PUCP) donde se graduó como abogado. Se incorporó al Colegio de Abogados de Lima el 5 de mayo de 1982. Tiene estudios de Maestría en Derecho con mención en Política Jurisdiccional por la PUCP (2001). Obtuvo también una maestría en Administración Pública por el Instituto Universitario Ortega y Gasset, adscrito a la Universidad Complutense de Madrid de España (2005) y una maestría en Gestión y Análisis de Políticas Públicas por la Universidad Carlos III de Madrid (2007).
Ha ejercido también la docencia universitaria como profesor de la Academia de la Magistratura del Perú en Derecho Constitucional, y como profesor de Ciencia Política y Filosofía del Derecho en la Universidad Nacional de Piura.

## Carrera Judicial
Fue sucesivamente Juez Especializado en lo Civil de Piura y Juez Mixto en Paita (1995-1999); Vocal Superior de la Sala Descentralizada Mixta de Tumbes; Vocal Superior de la Sala Civil de Piura (1999) y Vocal Superior de la Sala Descentralizada Mixta de Sullana (1999 –2001). Accedió por concurso a la Corte Suprema de la República, donde ejerció la presidencia de la Sala Civil Transitoria (2003); de la Sala Penal Permanente (2003); de la Sala de Derecho Constitucional y Social Transitoria (2004); y de la Sala de Derecho Constitucional y Social Permanente (2009).
Fue Jefe de la Oficina de Control de la Magistratura del Poder Judicial (OCMA), durante el periodo 2010-2012.

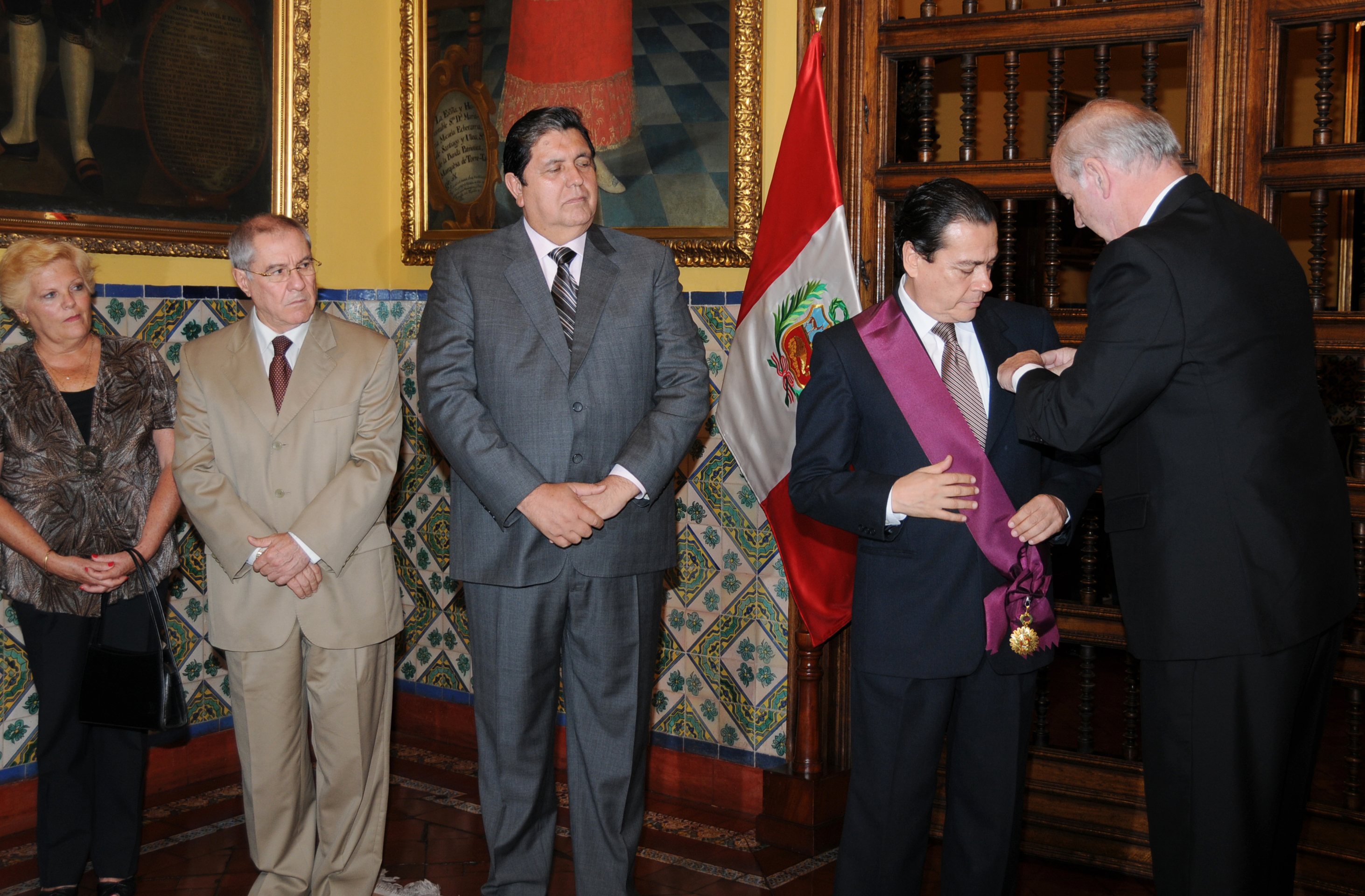
El doctor Enrique Javier Mendoza Ramírez recibiendo del Canciller José Antonio García Belaúnde, la condecoración de la Orden El Sol del Perú, en el Grado de Gran Cruz, en mérito a su eficiente labor a la cabeza del JNE (14 de mayo de 2010).

Ha ejercido el cargo de Presidente del Jurado Nacional de Elecciones, de 2004 a 2008, y en tal calidad, dirigió siete Elecciones, entre Generales, Municipales y Complementarias, más un Referéndum. 

### Presidente de la Corte Suprema de Justicia
El 6 de diciembre de 2012, la sala plena del Poder Judicial lo eligió como presidente de la Corte Suprema de Justicia de este poder del Estado, para el periodo 2013-2014, en reemplazo de César San Martín.
En abril de 2017 cesó como Juez Supremo por límite de edad.

## Ministro de Justicia
En septiembre de 2017 fue nombrado como Ministro de Justicia y Derechos Humanos por el presidente Pedro Pablo Kuczynski.
En diciembre de 2017, refrendó el Indulto y derecho de gracia otorgado por el presidente Kuzcynski a favor del expresidente Alberto Fujimori. El indulto desató una crisis política que terminó con la renuncia de Kuczynski a la Presidencia en marzo de 2018, al igual que el propio Mendoza y el gabinete, a pocos días de debatirse el segundo pedido de vacancia en su contra por tráfico de influencias.

## Condecoraciones
- Orden del Sol en el grado de Gran Cruz, en mérito a su contribución al fortalecimiento de la democracia (2010).
- Medalla de Honor en el Grado de Gran Oficial, conferida por el Congreso de la República del Perú (2006).
- Diploma de Reconocimiento otorgado por la Representación Permanente del Perú ante la Organización de Estados Americanos (2007).[3]